# Distrofia di Duchenne
La  distrofia di Duchenne  è la più frequente e la meglio conosciuta tra le distrofie muscolari dell'infanzia. Ha un decorso relativamente rapido e attivo. Essa è anche detta distrofia muscolare generalizzata dell'infanzia.

## Storia

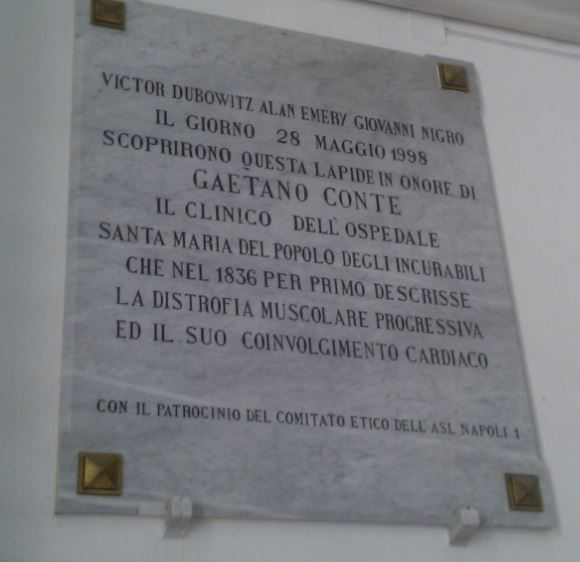
Lapide in onore di Gaetano Conte presso l'Ospedale degli Incurabili

Fu descritta nel 1836 dal medico napoletano Gaetano Conte, clinico del Complesso degli Incurabili che riprese una descrizione del medico concittadino Giovanni Semmola del 1834.
Prende il nome dal neurologo francese Guillaume Benjamin-Amand Duchenne che la studiò e descrisse nel 1861.
William Richard Gowers nel 1879 determinò la sua insorgenza solo maschile e ne comprese il carattere familiare mentre Wilhelm Heinrich Erb tra il 1890 e il 1891 svolse ulteriori e specifici studi su tale condizione.

## Epidemiologia
Colpisce quasi esclusivamente il sesso maschile durante i primi anni di vita, l'incidenza stimata è 1 su 3500 maschi.
Costituisce il 50% di tutte le forme distrofiche.
Nella malattia di Duchenne, il difetto è localizzato sul cromosoma X. Pertanto, solo i maschi (che hanno un solo cromosoma X) possono essere colpiti da tali forme, mentre le femmine generalmente non hanno sintomi (la presenza di due cromosomi X permette di compensare il difetto) ma possono essere portatrici sane della malattia, cioè hanno una possibilità su due di trasmetterla a un eventuale figlio.
Se da una femmina portatrice nasce un figlio maschio, vi sono 50 probabilità su 100 che egli manifesti la malattia; se la figlia è una femmina, in ogni caso non manifesterà la malattia, ma vi sono 50 probabilità su 100 che sia portatrice. Le madri di una quota di pazienti affetti da distrofia di Duchenne risultano tuttavia non portatrici, il che indica la possibilità che nel paziente si sia sviluppata una mutazione ex novo. Solo in rari casi le femmine manifestano forme lievi, per la non attivazione del secondo cromosoma X: in queste situazioni si parla di manifesting carriers (portatrici manifeste). Nelle famiglie in cui si rileva un caso di distrofia muscolare è possibile calcolare, per ciascun membro della famiglia, quale sia il rischio di trasmissione della malattia ai propri discendenti.
Non è possibile invece prevedere i casi dovuti ad una mutazione ex novo, ma in ogni caso la diagnosi prenatale è possibile dopo la decima settimana di vita intrauterina. La causa è l'anomalia del gene che codifica la sintesi della distrofina (DMD), mappato in Xp21 da Kunkel[3] nel 1987. La distrofina è una proteina fibrillare del citoscheletro muscolare, che si localizza a livello della faccia interna del sarcolemma, soprattutto in prossimità delle giunzioni neuromuscolari e muscolo-tendinee. Stabilizza la membrana ancorandola al citoscheletro e organizzando la distribuzione delle glicoproteine. Mentre nella malattia di Duchenne l'individuo è incapace di sintetizzarla, nella distrofia di Becker la sintesi si verifica, ma la proteina risulta danneggiata nelle parti non terminali e presenta un peso molecolare minore. La sintesi di una distrofina "difettosa" determina una maggiore fragilità di membrana, che a sua volta provoca una aumentata liberazione di creatinchinasi (CK) e un eccessivo ingresso di calcio nella cellula, con conseguente disfunzione muscolare.

## Eziologia
Si osserva una forte predisposizione familiare; poiché la patologia è trasmessa come tratto recessivo legato al cromosoma X. Nel 30% dei pazienti vi è un'anamnesi familiare negativa e si ritiene che in questi casi avvenga una mutazione spontanea del cromosoma.
Si osserva occasionalmente una forma distrofica muscolare prossimale nelle ragazze. Questo fatto può avere molte spiegazioni:
- Se la femmina ha un solo cromosoma X
- Per il principio di Lyon (detto anche Lyonizzazione), ovvero l'inattivazione del cromosoma X paterno in una grande quantità di cellule embrionali.

### Patogenesi
L'alterazione del cromosoma X determina la mancata produzione di una proteina denominata distrofina. Nel muscolo questa è localizzata sul versante citoplasmatico del sarcolemma dove interagisce con la F-actina del citoscheletro, la struttura filamentosa di rinforzo della cellula muscolare.
Inoltre è strettamente legata ad un complesso di proteine sarcolemmali conosciute come proteine legate alla distrofina (DAPs) e glicoproteine legate alla distrofina (DAGs).
La mancanza della distrofina conduce ad una perdita delle DAPs e alla rottura del complesso proteina-distroglicano. Questa rottura rende il sarcolemma suscettibile alla lacerazione durante la contrazione muscolare.

### Anatomia patologica
Negli stadi precoci le caratteristiche principali sono la degenerazione segmentale, la fagocitosi di singole fibre o gruppi di esse, la rigenerazione promossa dalla necrosi.
Con il progredire della malattia si osservano modificazioni comuni a tutti i tipi di distrofia muscolare: perdita di fibre muscolari, fibre residue di maggiore o minore diametro rispetto al normale e disposte casualmente, aumento degli adipociti e fibrosi.
Si osserva quindi uno stato di ipertrofia, risultato dell'ingrossamento delle fibre sane rispetto alle fibre adiacenti inutilizzate. Successivamente la vera ipertrofia viene sostituita da una pseudoipertrofia, dovuta alla sostituzione delle fibre degenerate con tessuto adiposo.
Alla fine le fibre degenerano e scompaiono, presumibilmente a causa dell'estinguersi della capacità di rigenerazione dopo ripetuti insulti. In quest'ultimo stadio rimangono solo poche fibre muscolari sparse, quasi perse in un mare di adipociti.

## Quadro clinico
La distrofia di Duchenne viene di solito riconosciuta al terzo anno di vita, ma almeno la metà dei pazienti presenta i segni della malattia prima che inizi la deambulazione.
I primi segni che attirano l'attenzione sono l'incapacità di camminare o correre quando queste funzioni dovrebbero già essere acquisite; oppure, una volta che queste attività vengano acquisite, i bambini appaiono meno attivi della norma e cadono facilmente.
Con il passare del tempo aumentano le difficoltà a camminare, correre, salire le scale ed è sempre più evidente la deambulazione anserina. I primi muscoli ad essere colpiti sono il quadricipite, l'ileopsoas e i glutei. I muscoli del cingolo scapolare e degli arti superiori vengono colpiti successivamente.
L'ingrossamento dei polpacci e di altri muscoli è progressivo nei primi stadi della malattia, ma alla fine la maggior parte dei muscoli, anche quelli originariamente ingrossati, tende a ridursi di volume.
Gli arti sono solitamente ipotonici e flaccidi, ma con il progredire della malattia compaiono contratture conseguenti al mantenimento degli arti nella stessa posizione e al mancato bilanciamento fra agonisti ed antagonisti.
I riflessi tendinei dapprima diminuiscono e poi scompaiono parallelamente alla perdita delle fibre muscolari; gli ultimi a scomparire sono i riflessi achillei. Le ossa divengono sottili e demineralizzate. I muscoli lisci non sono risparmiati: il cuore è colpito e possono apparire vari tipi di aritmia, mentre a livello respiratorio c'è il rischio di insufficienza respiratoria acuta e di sviluppo di infezioni polmonari per riduzione dello stimolo della tosse. In casi rari si osserva un modesto ritardo mentale non progressivo.

## Prognosi
Solitamente la morte è dovuta ad insufficienza respiratoria, infezioni polmonari o scompenso cardiaco.
L'aspettativa di vita dipende sempre dal soggetto e negli ultimi dieci anni le prospettive di vita si sono allungate notevolmente grazie alla ventilazione notturna; se decenni fa alcuni medici sostenevano che un paziente affetto da DMD potesse difficilmente superare il secondo decennio, ci sono molti casi di pazienti con Distrofia Muscolare di Duchenne che vivono oltre il cinquantesimo anno di età.

## Terapia
Non è nota nessuna cura definitiva e le autorità in materia riconoscono ai malati un trattamento medico continuo.
Il trattamento è generalmente finalizzato a controllare l'insorgenza dei sintomi per massimizzare la qualità della vita che può essere misurata utilizzando questionari specifici, e includono:
- I corticosteroidi come il prednisolone e il deflazacort portano a miglioramenti a breve termine della forza e della funzionalità muscolare fino a 2 anni.[7] È stato anche riportato che i corticosteroidi aiutano a prolungare la deambulazione, sebbene le prove non siano così solide.[8]
- Studi di controllo randomizzati hanno dimostrato che gli agonisti β2 aumentano la forza muscolare, ma non modificano la progressione della malattia. Il tempo di follow-up per la maggior parte degli RCT sugli β2 agonisti è solo di circa 12 mesi, quindi i risultati non possono essere estrapolati oltre tale intervallo di tempo.
- È incoraggiata l'attività fisica delicata come il nuoto. L'inattività (come il riposo a letto) può peggiorare la degenerazione muscolare.
- La terapia fisica è utile per conservare la forza muscolare, la flessibilità e la funzionalità.
- Gli apparecchi ortopedici (come tutori e sedie a rotelle) possono migliorare la mobilità e la capacità di prendersi cura di sé. Tutori rimovibili aderenti al corpo possono tenere in posizione la caviglia durante il sonno e possono ritardare l'insorgenza di contratture.
- È importante un'adeguata assistenza respiratoria man mano che la malattia progredisce.
- I problemi cardiaci possono richiedere un pacemaker.[9]

Il farmaco eteplirsen è stato approvato negli Stati Uniti per il trattamento delle mutazioni che impediscono la traduzione in proteina dell'esone 51 della distrofina. L'approvazione negli Stati Uniti è stata controversa in quanto l'assunzione di eteplirsen non è riuscita a dimostrare un beneficio clinico; è stata rifiutata l'approvazione dall'Agenzia europea per il farmaco.
Dall'anno 2014 l'Agenzia europea per i medicinali (EMA) ha autorizzato il ricorso ad un farmaco, ataluren, per il trattamento della distrofia muscolare di Duchenne conseguente a una mutazione nonsense nel gene della distrofina
(nonsense mutation Duchenne Muscular Dystrophy, nmDMD) in soggetti ancora deambulanti di età superiore ai 5 anni. 
Questo farmaco agisce ovviando alle mutazione nonsense del DNA, rendendo possibile il cosiddetto readthrough ribosomiale dell'mRNA contenente un codone di stop prematuro.
Altri interventi possibili mirano al recupero e al mantenimento della motilità, con fisioterapia e apparecchi ortopedici sino alle sedie a rotelle. Tuttavia sono in corso diverse sperimentazioni che hanno raggiunto, in vari casi, il test sull'uomo.
Le linee guida complete per l'assistenza multidisciplinare per la DMD sono state sviluppate dal Centro per il controllo e la prevenzione delle malattie e sono state pubblicate in due parti in The Lancet Neurology nel 2010.

### Esercizi fisici
I fisioterapisti si preoccupano di consentire ai pazienti di raggiungere il loro massimo potenziale fisico. Il loro obiettivo è:
- minimizzare lo sviluppo di contratture e deformità sviluppando un programma di allungamento e stretching muscolare
- anticipare e minimizzare altre complicazioni secondarie raccomandando esercizi di rinforzo muscolare tramite l'uso di attrezzature mediche
- monitorare la funzione respiratoria e consigliare l'uso di esercizi di respirazione e i metodi per eliminare le secrezioni.

### Assistenza ventilatoria
I moderni respiratori, che forniscono un volume d'aria regolabile alla persona ad ogni respiro, sono preziosi nel trattamento di pazienti con problematiche respiratorie correlate alla distrofia muscolare. Il ventilatore può richiedere un tubo endotracheale o tracheotomico invasivo attraverso il quale l'aria viene erogata direttamente, ma per alcune persone è sufficiente il rilascio non invasivo attraverso una maschera facciale o un boccaglio. Le macchine a pressione positiva delle vie aeree, in particolare quelle a doppio livello, vengono talvolta utilizzate in questo modo. L'apparecchiatura respiratoria può essere facilmente inserita su un vassoio del ventilatore sul fondo o sul retro di una sedia a rotelle elettrica con una batteria esterna per la portabilità.
Il trattamento con il ventilatore può iniziare a metà dell'adolescenza tardiva quando i muscoli respiratori possono iniziare a collassare. Se la capacità vitale è al di sotto del 40% del normale, è possibile utilizzare un respiratore di volume durante le ore di sonno, nel momento in cui è più probabile che la persona sia ipoventilante. L'ipoventilazione durante il sonno è indagata da un'anamnesi completa dei disturbi del sonno con uno studio ossimetrico e un emogas (vedere prove di funzionalità polmonare).
Un dispositivo di assistenza per la tosse può aiutare con l'eccesso di muco nei polmoni da iperinsufflazione a causa della pressione d'aria positiva, fornendo una pressione negativa per sollevare il muco. Se la capacità vitale diminuisce a meno del 30 percento del normale, potrebbe essere necessario un ventilatore di volume durante il giorno per un'ulteriore assistenza. La persona aumenterà gradualmente la quantità di tempo usando il ventilatore durante il giorno secondo necessità. Tuttavia, ci sono anche persone con distrofia che nei primi 20 anni della loro vita non hanno bisogno di un dispositivo di assistenza respiratoria.

## Ricerca in corso
Sono state condotte promettenti ricerche per trovare una terapia in grado di ridurre gli effetti dannosi di questa malattia. In questo momento diverse strategie sono oggetto di intensa sperimentazione, tra cui la terapia di sostituzione con cellule staminali e geni e l'exon-skipping. Un'altra possibilità è una terapia farmacologica per interrompere la degenerazione.
Un primo farmaco, il Translarna della PTC Therapeutics, ha ottenuto nel 2014 l'approvazione condizionale da parte della FDA e dell'EMA (agenzie regolatorie del farmaco Statunitense ed Europeo) e potrebbe essere una promettente terapia per circa il 10% dei casi DMD. A livello europeo, non è ancora somministrabile ai pazienti perché si è in attesa delle autorizzazioni delle varie agenzie del farmaco di ciascun stato membro, ma il processo è avviato. Altri farmaci stanno per sottoporsi al processo regolatorio FDA ed EMA, tra la fine del 2014 e gli inizi del 2015.